# アハメッド・ズウェイル
アハメッド・ズウェイル（アラビア語: أحمد زويل、Ahmed Hassan Zewail、1946年2月26日 - 2016年8月2日）はエジプト生まれの、エジプト系アメリカ人化学者。フェムト秒化学の発展の功績に対して、1999年にノーベル化学賞を贈られた。アハメド・ズベールとも表記。

## 来歴・人物
1946年、アレキサンドリアの南東60kmにあるダマンフールの街に生まれ、ディスークで育った。アメリカに移住する前、アレクサンドリア大学で1967年に学士、1969年に修士の学位を取り渡米、1974年にペンシルベニア大学からPh.D.を取得した。カリフォルニア大学バークレー校でしばらくポスドクとして過ごし、1976年にカリフォルニア工科大学で学部特認のポストを得た。これ以降、生涯をカリフォルニアで過ごした。1982年からは化学物理学の教授に就任し、同年5月に1982年にはアメリカ合衆国に帰化した。1996年から2007年にかけて、米国国立科学財団の分子科学研究所の所長も務めた。
最も大きな業績はフェムト秒化学、すなわち化学反応をフェムト秒単位で見る研究法を創始した事である。1979年頃からポンプ光とプローブ光を組み合わせて分子の観察を行ない、超短パルスレーザー技術を用いて個々の素反応の遷移状態を解析できる程度のスケールで化学反応を記述すること（ポンプ-プローブ分光法）が可能となった。
1999年、アハメッドはモハメド・アンワル・サダト（1978年平和賞）、ナギーブ・マフフーズ（1988年文学賞）に次ぐ3人目のエジプト出身のノーベル賞受賞者となった。
学生結婚して共に渡米した妻との間に4人の子供がいる。
2016年8月2日、死去。

## 受賞歴
- 1989年 - キング・ファイサル国際賞科学部門
- 1993年 - ウルフ賞化学部門
- 1996年 - ピーター・デバイ賞
- 1996年 - 米国科学アカデミー賞化学部門
- 1997年 - ウェルチ化学賞
- 1997年 - ライナス・ポーリング賞
- 1998年 - ベンジャミン・フランクリン・メダル
- 1998年 - パウル・カラー・ゴールドメダル
- 1998年 - ウィリアム・H・ニコルズ賞
- 1998年 - アーネスト・ローレンス賞
- 1999年 ノーベル化学賞
- 2006年 - アルベルト・アインシュタイン世界科学賞
- 2011年 - プリーストリー賞
- 2011年 - デービーメダル

## 栄誉
1999年にはエジプトで最も権威あるGrand Collar of the Nileを贈られている。北京大学は2004年に、ケンブリッジ大学は2006年に名誉博士号を贈った。

## 参照
- Ahmed Zewail - Biographical